# Alberto Machado
Alberto Machado (* 9. September 1990 in Río Piedras, San Juan, Puerto Rico, als Jose Luis Martinez Machado) ist ein puerto-ricanischer Boxer im Superfedergewicht und Rechtsausleger. Er wird von dem US-Amerikaner Freddie Roach trainiert und ist aktueller ungeschlagener Weltmeister des Verbandes WBA. Jenen Titel eroberte El Explosivo, so Machados Kampfname, am 21. Oktober des Jahres 2017 mit einem klassischen K.-o.-Sieg in Runde 8 gegen Jezreel Corrales im Turning Stone Resort Casino in Verona, New York, USA.